# Grotta dei Dossi
La grotta dei Dossi è un insieme di cavità naturali situate nella parte più settentrionale delle Alpi Liguri presso Villanova Mondovì (CN).

## Toponimo

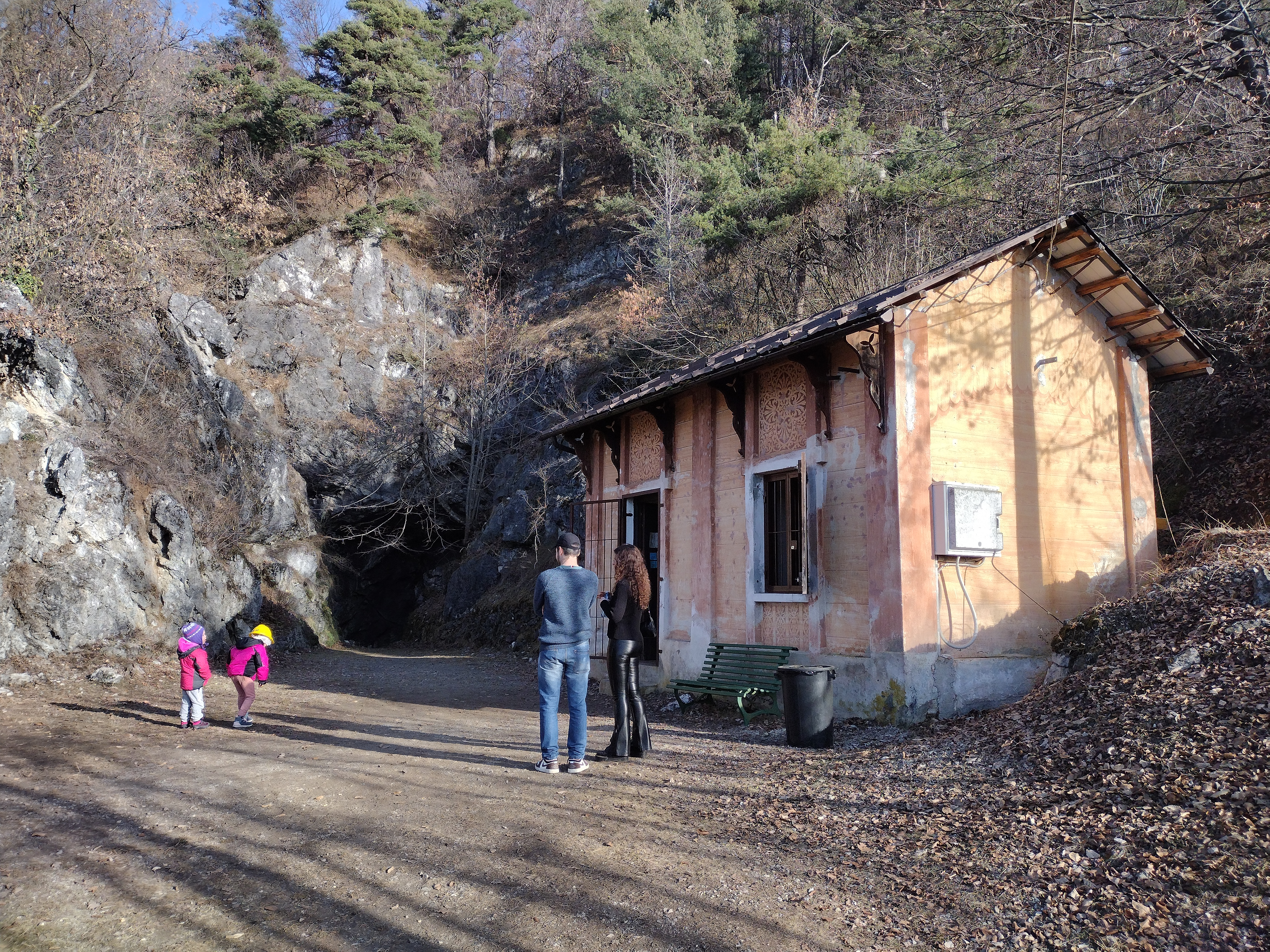
L'ingresso e l'attuale biglietteria

La grotta prende il nome dalla vicina frazione Dossi (in occitano I Dòs), anch'essa in comune di Villanova Mondovì.

## Descrizione

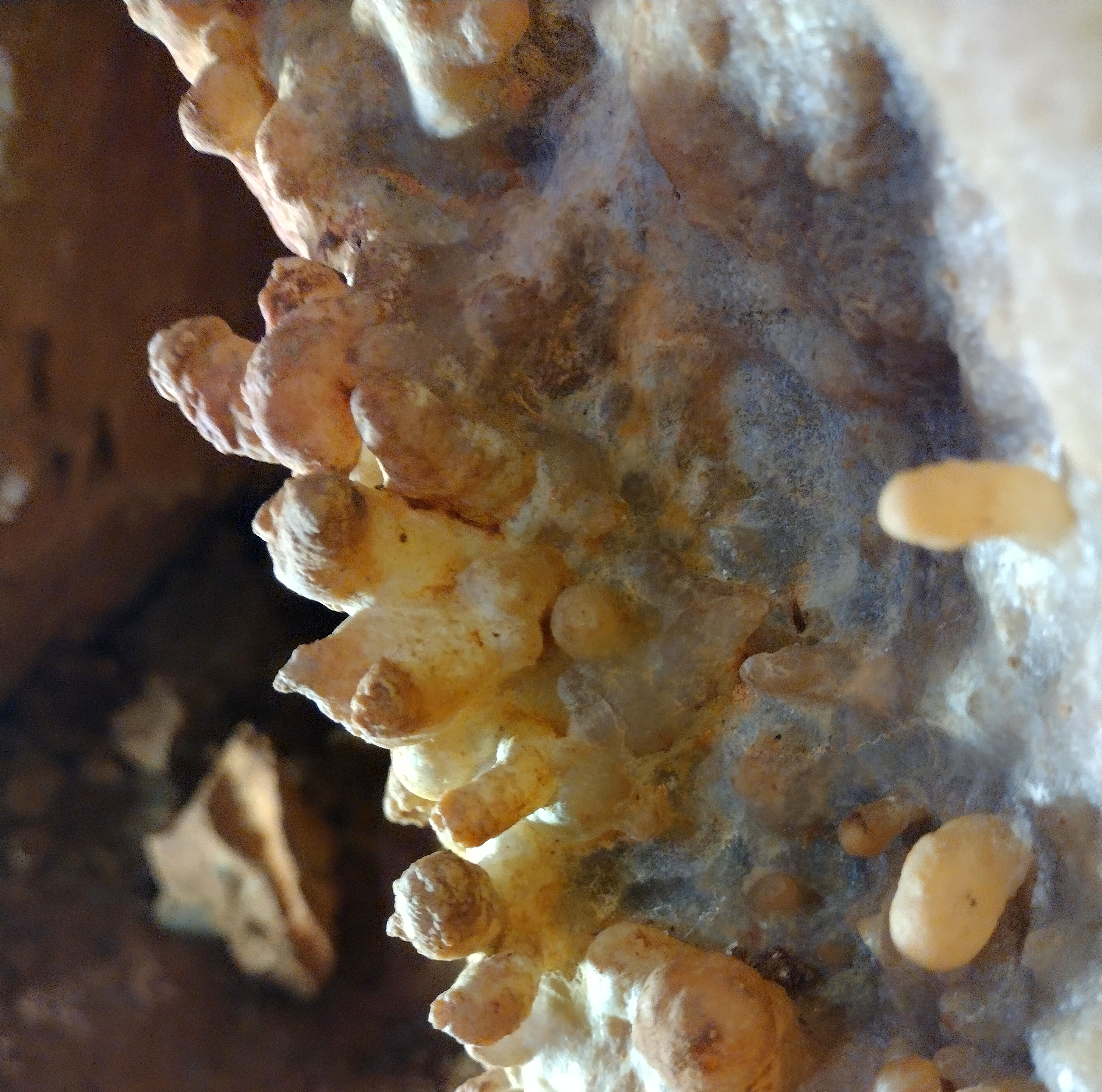
Pisoliti su una parete della grotta

La grotta si apre in una zona di rocce dolomitiche di origine triassica, sul versante nord-occidentale del Monte Calvario, affacciato sulla valletta del Rio Pogliolo. Si presenta articolata in una ventina di cavità principali (sale), abbondantemente dotate di stalattiti, stalagmiti e altre concrezioni, come ad esempio i pisoliti. Per favorirne la fruizione turistiche le sale sono collegate tra loro da un percorso pedonale illuminato e che non presenta dislivelli particolarmente significativi. Fin dall'Ottocento la grotta è nota e apprezzata per la colorazione vivace delle sue concrezioni, dovute alle sostanze disciolte nell'acqua di gocciolamento. L'esistenza di un collegamento percorribile tra la Grotta dei Dossi e quella sede del Santuario di Santa Lucia, situata dalla parte opposta del Monte Calvario ed affacciata verso la valle del torrente Lurisia, per quanto sia sostenuta da dicerie locali non è mai stata scientificamente provata. Al più si rileva che, dato che le due cavità fanno parte dello stesso complesso carsico, potrebbero esistere condotti sotterranei di piccole dimensioni che le collegano.

## Storia

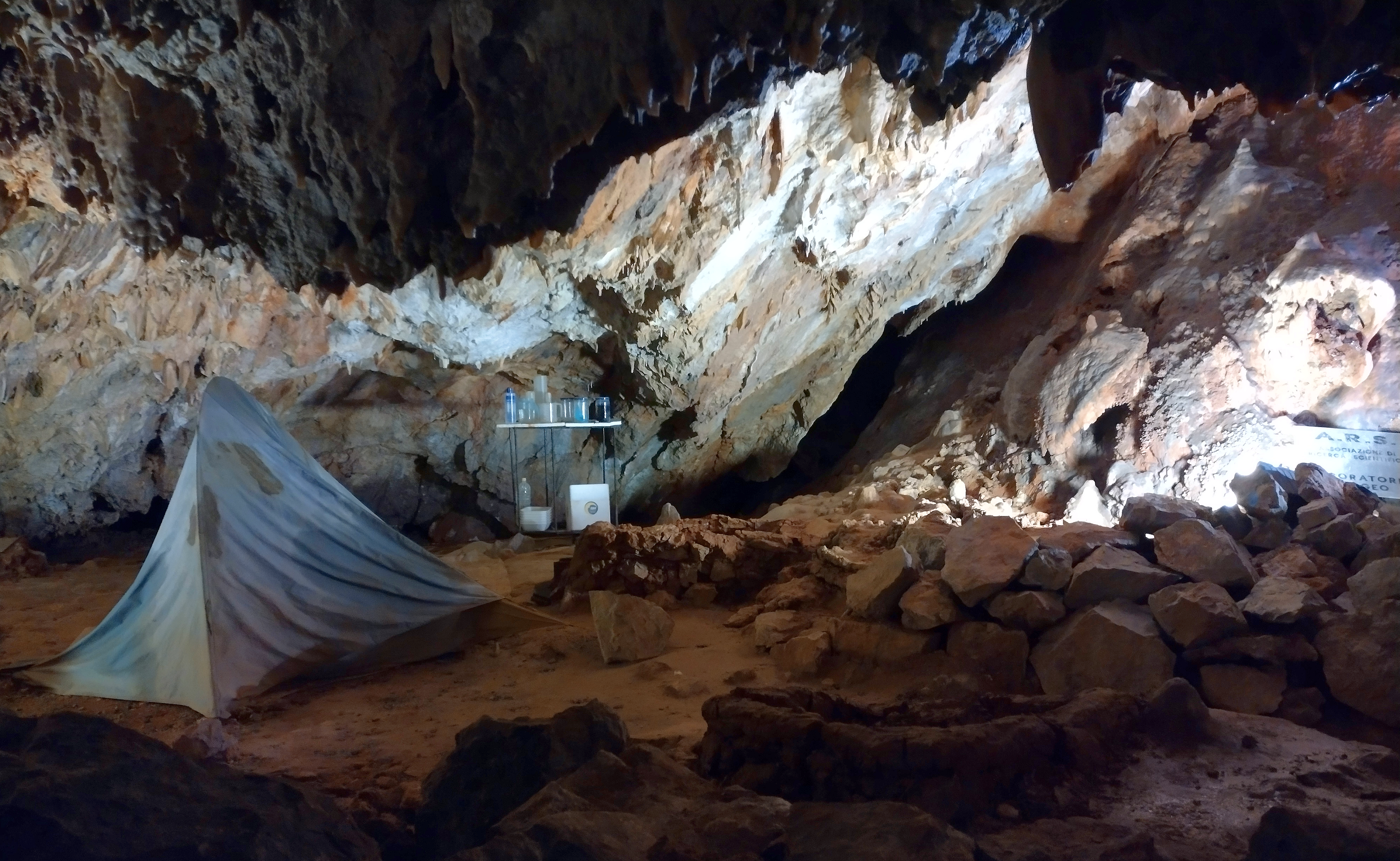
Il laboratorio ipogeo

La grotta fu scoperta il 13 marzo 1797 da due abitanti della zona. Un cacciatore che stava seguendo le impronte di una lepre sulla neve vide l'animale infilarsi in una cavità. Allora introdusse il fucile nel pertugio e sparò alcuni colpi. Poi, convinto di avere ferito l'animale, convinse un ragazzo a entrare nella cavità per riportargli la preda. Il ragazzo avanzò carponi nella stretta cavità e raggiunse un ampio antro nel quale rischiò di precipitare. Preso dalla paura si mise a gridare, e il cacciatore entrò a sua volta nella grotta per soccorrerlo. I due uscirono illesi all'esterno e dettero la notizia della scoperta in paese. Questo racconto è contenuto in un testo del 1797 redatto dall'abate Pietro Nallino, studioso di storia e di geografia locali.
A fine Ottocento la grotta venne attrezzata per le visite turistiche, che venivano gestite da una società appositamente costituita e denominata Società della Grotta dei Dossi. Vi venne installato un impianto elettrico di illuminazione, che era considerato pionieristico dagli addetti ai lavori. In parallelo alla fruizione turistica per vari anni è stato in funzione nella grotta un labotatorio ipogeo dedicato alla ricerca scientifica. A partire dal 2017 la grotta, assieme alla zona circostante il Monte Calvario e al già citato Santuario di Santa Lucia, è inclusa in un'area oggetto di Dichiarazione di notevole interesse pubblico della Regione Piemonte.

## Fruizione

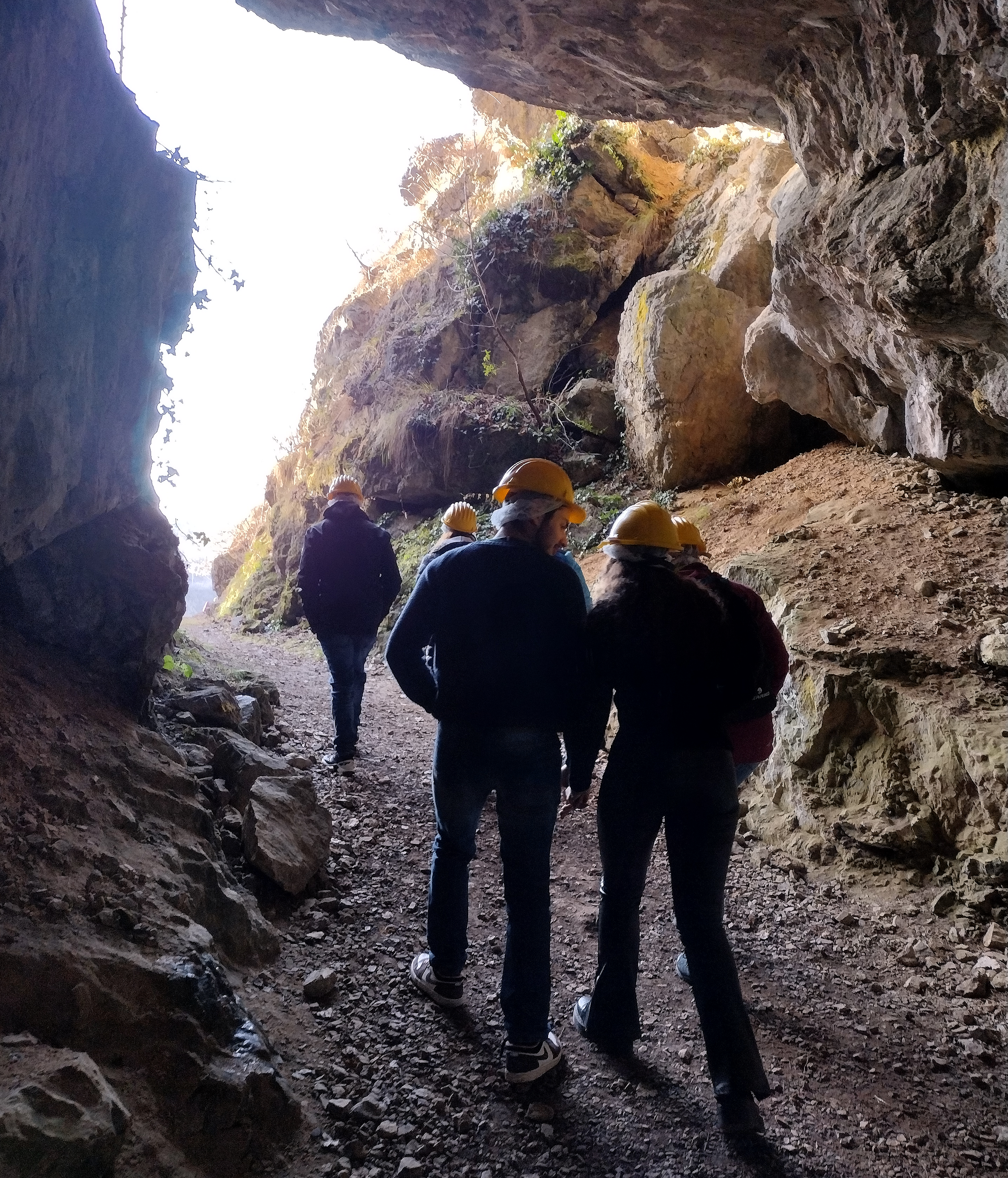
Uscita dei visitatori dopo un tour guidato

La grotta è visitabile in tour guidati della durata di circa un'ora. Le visite sono possibili tutte le domeniche dell'anno e nelle altre festività. Ad agosto e durante le vacanze natalizie sono invece aperte tutti i giorni. Nel periodo natalizio vengono anche organizzati alcuni eventi come ad esempio la Mostra dei presepi.

## Cartografia
- Carta dei sentieri e stradale scala 1:25.000 n. 22 Mondovì Val Ellero Val Maudagna Val Corsaglia Val Casotto, Ciriè, Fraternali editore.
- Carta in scala 1:50.000 n. 8 Alpi Marittime e Liguri, Torino, Istituto Geografico Centrale.